# Signal (dentifrice)
Pour les articles homonymes, voir Signal.
Signal est une marque de produits destinés à l'hygiène bucco-dentaire (dentifrices, brosses à dents, bains de bouche, etc.) du groupe Unilever. Cette marque existe depuis 1961 et est disponible dans plus de[Combien ?] 48 pays[Lesquels ?]. Il existait aussi en France le produit « Signal plus », un dentifrice à rayures rouges, et il y a eu une version « anti-tartre », à rayures bleues.